# Maria Badia i Cutchet
Maria Badia i Cutchet (Sant Quirze del Vallès, 13 de maig de 1947) és una filòloga i política catalana, que fins al 2014 fou diputada al Parlament Europeu pel PSC-PSOE i vicepresidenta de l'Aliança Progressista de Socialistes i Demòcrates.
Va estudiar Filologia Anglesa a la Universitat Autònoma de Barcelona (UAB), i va treballar com a professora d'anglès en dues escoles d'educació primària de Sabadell.
El 1975 va entrar a formar part de Convergència Socialista de Catalunya, moviment embrionari del que avui és el Partit dels Socialistes de Catalunya. Ha estat coordinadora de la Primera Secretaria del PSC, coordinadora de la Secretaria de Relacions Internacionals del PSOE, i responsable de la Secretaria del President del Parlament de Catalunya, Joan Reventós i Carner. El juny de 2000 fou elegida membre de la direcció del PSC, responsable de la Secretaria de Política Europea i Internacional, essent reelegida el 2004 i el 2008.
Va ser elegida diputada a les eleccions al Parlament Europeu de 2004 i 2009, i ha estat adscrita a la Comissió de Cultura i Educació, així com a la delegació per les relacions amb la República Popular de la Xina. També ha estat membre suplent de la Comissió d'Afers Exteriors, de la delegació per les Relacions amb Sud-àfrica, de la delegació per a les Relacions amb els Països Amèrica Central, de la delegació a l'assemblea Parlamentària Paritària Àfrica Carib Pacífic-UE, i de la delegació a l'assemblea Parlamentària Euromediterrània.
A la Comissió de Cultura i Educació, ha treballat especialment per a millorar les condicions i ampliar els programes educatius de mobilitat dels estudiants a la Unió Europea, per augmentar les oportunitats de formació del professorat, per a fomentar la coordinació dels ensenyaments artístics a nivell europeu, per a reduir la fractura digital i democratitzar l'accés a les TICs, reduir les desigualtats de gènere en el sector cultural, educatiu i de l'esport, i millorar la comunicació entre les institucions comunitàries i la ciutadania. En aquest sentit, ha promogut l'ús del català a les diferents institucions comunitàries i la correspondència en aquesta llengua entre la ciutadania i el Parlament Europeu.
En el Parlament Europeu, ha estat membre del Grup Socialista i Secretària General Adjunta de la Delegació Socialista Espanyola. També ha format part del Partit Socialista Europeu de Dones, on ha participat activament impulsant campanyes de conciliació de la vida personal i laboral.
Té dos fills i comparteix la vida amb l'actor Artur Trias. Per raons familiars, Maria Badia està estretament vinculada al món de l'art i la cultura, aficions a les quals dedica bona part del seu temps de lleure. Des de fa tretze anys viu al Maresme.